# Malataverne
Malataverne ist eine französische Gemeinde mit 2.238 Einwohnern (Stand: 1. Januar 2022) im Département Drôme in der Region Auvergne-Rhône-Alpes. Malataverne gehört zum Arrondissement Nyons und zum Kanton Grignan (bis 2015: Kanton Montélimar-2).

## Geographie
Malataverne liegt am Rande der Provence etwa sieben Kilometer südlich von Montélimar am Bach Raille (Rhône). Umgeben wird Malataverne von den Nachbargemeinden Châteauneuf-du-Rhône im Norden und Westen, Allan im Osten, Roussas im Südosten, Les Granges-Gontardes im Süden sowie Donzère im Südwesten.
Durch die Gemeinde führt die Autoroute A7 und die Route nationale 7.

## Bevölkerungsentwicklung
| Jahr                       | 1962 | 1968 | 1975 | 1982 | 1990 | 1999 | 2006 | 2016 |
| -------------------------- | ---- | ---- | ---- | ---- | ---- | ---- | ---- | ---- |
| Einwohner                  | 436  | 480  | 785  | 985  | 1289 | 1419 | 1598 | 1988 |
| Quellen: Cassini und INSEE |      |      |      |      |      |      |      |      |

## Sehenswürdigkeiten
- Kirche Sainte-Madeleine

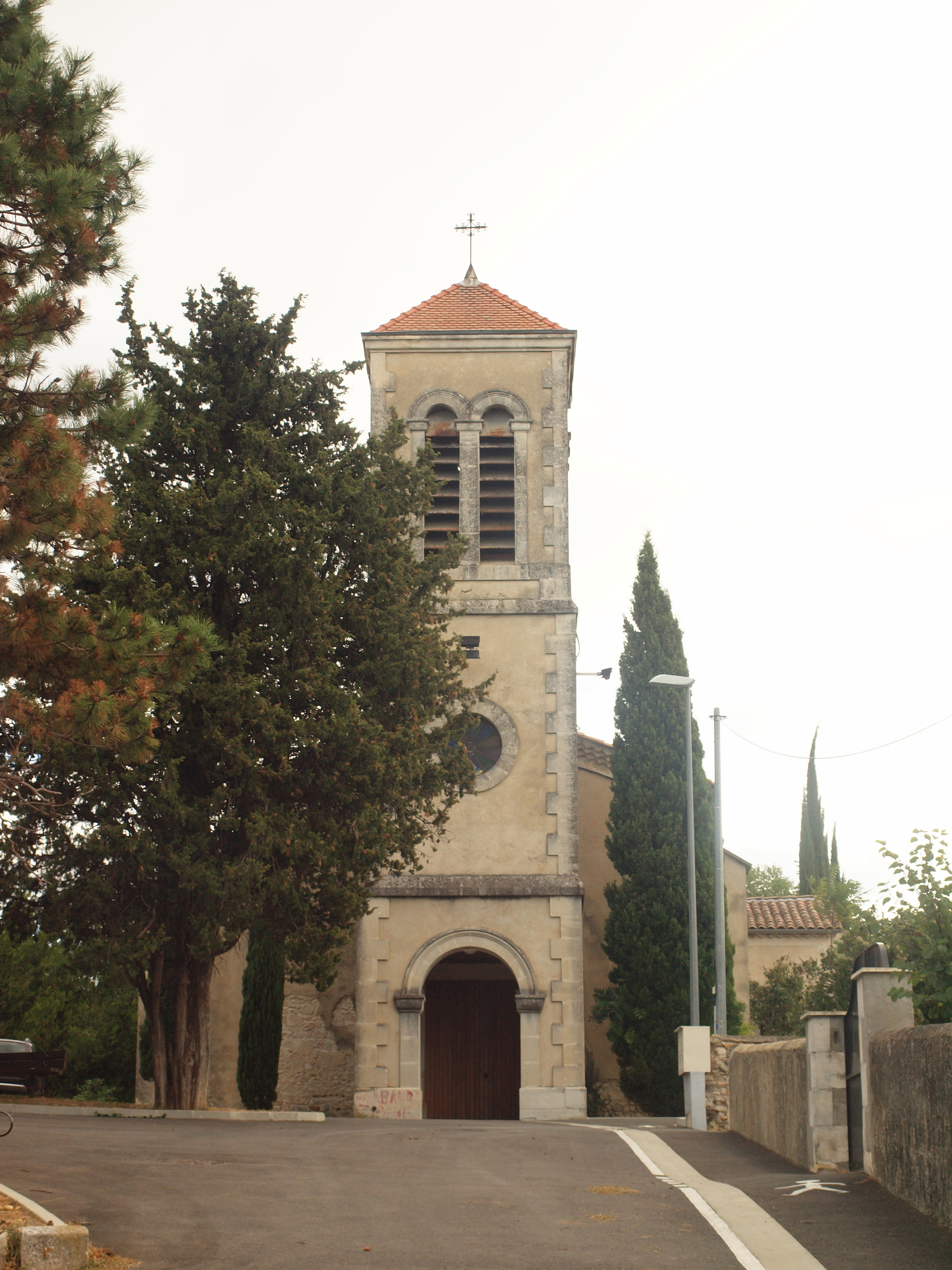
Kirche Sainte-Madeleine

- Kirche Saint-Jean-Baptiste im Ortsteil Rac
- Kapelle Notre-Dame-de-Montchamp
- Schloss Belle-Eau
- Wehrhaus